# La Damnation éternelle des païens

La Damnation éternelle des païens est une œuvre de Montesquieu qu'il publie en 1711.
La question qui motive cette dissertation est celle l'Enfer selon la doctrine catholique, à savoir que tous ceux qui ne partagent pas la foi catholique sont voués à la damnation éternelle. Montesquieu raisonne en juriste et s'interroge sur le fait qu'on puisse condamner des persones (des païens du passé ou des bons sauvages, par exemple) pour avoir négligé une règle qu'ils ne pouvaient pas connaitre. Il s'interroge aussi sur l'existence même de l'enfer dans le cadre d'une religion soutendue par l'amour. Il en vient à conclure que les philosophes de l'Antiquité ne paraissaient pas mériter l'enfer,.